# Gibbs Aquada
Gibbs Aquada — скоростной плавающий автомобиль. Конструктор — Алан Гибс. Развивает скорость до 160 км/ч на суше, и до 60 км/ч на воде. Для передвижения по воде оснащён водомётным двигателем.
В 2004 году предприниматель Ричард Брэнсон на автомобиле Aquada установил новый рекорд преодолев пролив Ла-Манш за 1 час 40 минут и 6 секунд. Предыдущий рекорд был установлен на автомобиле Amphicar двумя французами.

## Ссылки

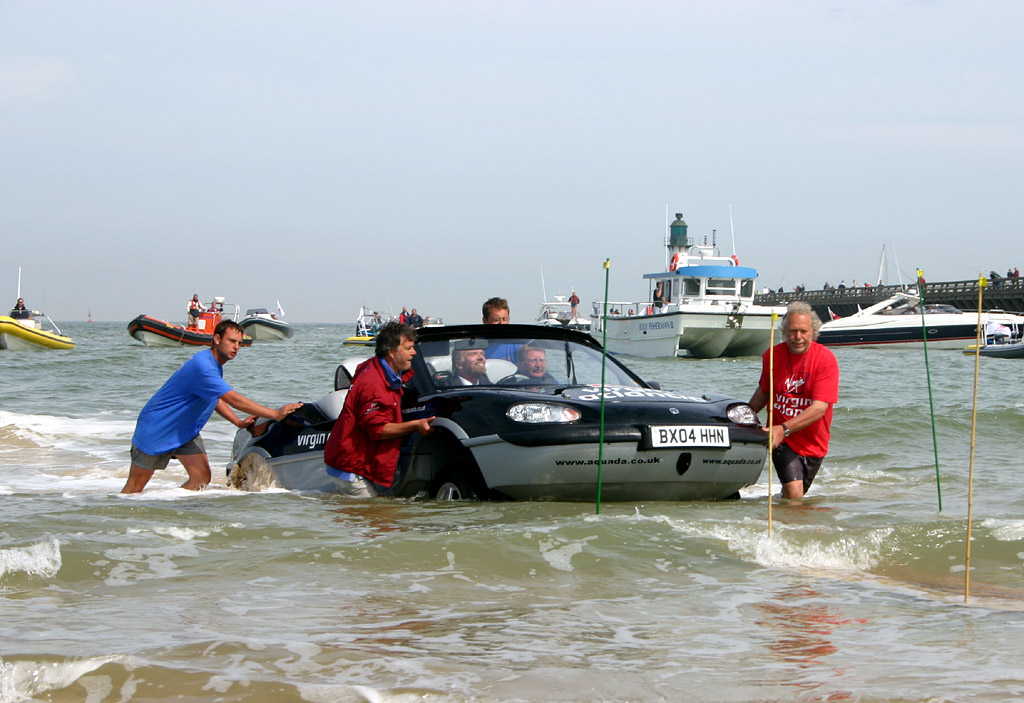